# Нидеранвен
Нидеранвен (люкс. Nidderaanwen, фр. Niederanven) — коммуна в Люксембурге, располагается в округе Люксембург. Коммуна Нидеранвен является частью кантона Люксембург. В коммуне находится одноимённый населённый пункт.
Население составляет 5603 человек (на 2008 год), в коммуне располагаются 2217 домашних хозяйств. Занимает площадь 41,36 км² (по занимаемой площади 9 место из 116 коммун). Наивысшая точка коммуны над уровнем моря составляет 429 м. (35 место из 116 коммун), наименьшая 241 м. (52 место из 116 коммун).

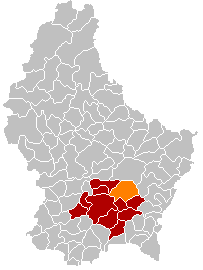
Оранжевый цвет - коммуна Нидеранвен, красный - кантон Люксембург.

## Города-побратимы
- Альтеа, Испания
- Бад-Кёцтинг, Германия
- Бандоран, Ирландия
- Белладжо, Италия
- Гранвиль, Франция
- Зволен, Словакия
- Карккила, Финляндия
- Кёсег, Венгрия
- Марсаскала, Мальта
- Мерссен, Нидерланды
- Превеза, Греция
- Пренай, Литва
- Сезимбра, Португалия
- Сигулда, Латвия
- Сушице, Чехия
- Тюри, Эстония
- Укселёсунд, Швеция
- Уффализ, Бельгия
- Хойна, Польша
- Хольстебро, Дания
- Шерборн, Великобритания
- Юденбург, Австрия